# Aeonium glutinosum
Aeonium glutinosum is een overblijvende plant uit de vetplantenfamilie (Crassulaceae). De plant is endemisch op de Portugese eilandengroep Ilhas Desertas.

## Naamgeving enetymologie
De botanische naam Aeonium is afgeleid uit het Oudgriekse αἰώνιος, aiōnios (eeuwig), naar de overblijvende bladeren. De soortaanduiding glutinosum is afgeleid van het Latijnse 'gluten' (lijm), naar de kleverige bloemstengel.

## Kenmerken

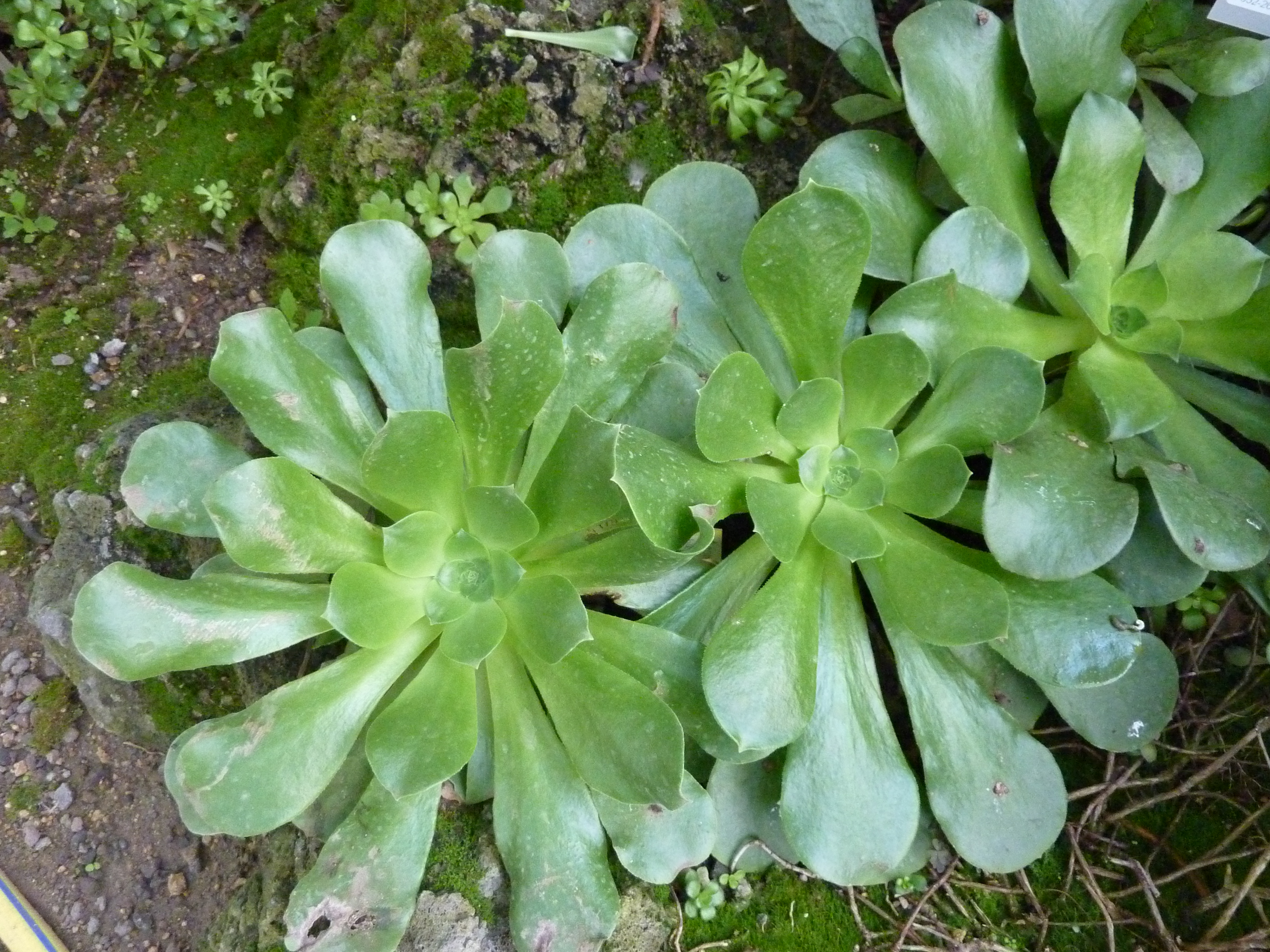
detail bladrozet

Aeonium glutinosum is een overblijvende, kruidachtige tot licht verhoutte plant met een korte, dikwijls vertakte stengel, een komvormig bladrozet, 12 tot 20 cm in diameter. De vlezige bladeren zijn tot 12 cm lang, onbehaard, omgekeerd eirond tot spatelvormig, met een gewimperde bladrand, donkergroen gekleurd met bruine strepen langs de hoofdnerf en nabij de top.
De bloeiwijze is een tot 40 cm hoge en 30 cm brede, rechtopstaande bloemtros op een tot 25 cm lange, kleverige bloemstengel. De bloemen zijn acht- tot tienvoudig en dragen met klierharen bezette kelkblaadjes en lancet- tot eironde, tot 7 mm lange, bovenaan gele en aan de onderzijde rode kroonblaadjes. De meeldraden zijn kaal.

## Habitaten verspreiding
Aeonium glutinosum groeit op zonnige, droge plaatsen op steile hellingen. Ze groeien zelden hoger dan 300 m.
De plant is endemisch op het Portugese eiland Deserta Grande in de archipel Ilhas Desertas, nabij Madeira.
... · 
A. arboreum · 
A. canariense · 
A. davidbramwellii · 
A. glandulosum · 
A. glutinosum · 
A. goochiae · 
A. hierrense · 
A. nobile · 
A. sedifolium · 
A. spathulatum · 
...